# Aulus Licinius Archias
Der Dichter Aulus Licinius Archias wurde um 118 v. Chr. in Antiochia am Orontes geboren. Über seinen Tod ist nichts erhalten.

## Leben
Archias stammte aus einer vornehmen Familie und genoss eine gute Erziehung. Schon in seiner Jugend war er als Improvisator bekannt. Im Jahr 102 v. Chr. kam er nach Rom und fasste in den adligen Familien der Stadt als Dichter Fuß. 93 v. Chr. erhielt er das Bürgerrecht von Herakleia, als er Marcus Terentius Varro Lucullus begleitete, durch die lex Plautia Papiria im Jahr 89 v. Chr. auch das römische Bürgerrecht. Archias erhielt den Gentilnamen der Licinier. 62 v. Chr. wurde Archias von einem gewissen Grattius, von dem nichts weiteres bekannt ist, aufgrund der lex Papia angeklagt, welche bei Anmaßung des Bürgerrechts die Verbannung aus Rom vorsieht. Marcus Tullius Cicero verteidigte ihn mit der Rede Pro Archia poeta. Vermutlich wurde Archias freigesprochen, da Cicero in einem Brief Archias erwähnt und die Formulierung Archias’ Anwesenheit in Rom voraussetzt. Über Zeit und Umstände seines Todes ist nichts bekannt.

## Werk
Cicero erwähnt in seiner Rede Epen über die Kimbernkriege und die Mithridatischen Kriege, über die nichts weiter bekannt ist und die auch nicht überliefert sind. Ein von Cicero angedeutetes Epos über dessen Konsulat ist ebenfalls nicht erhalten geblieben. In seiner Schrift De divinatione erwähnt Cicero außerdem ein Gedicht über ein Kindheitserlebnis des berühmten Schauspielers Quintus Roscius Gallus.
Unter dem Namen Archias sind 35 Gedichte in der Anthologia Graeca überliefert. Die Echtheit und der Bezug zu Aulus Licinius Archias sind unklar.